# Museu dos Transportes de Londres

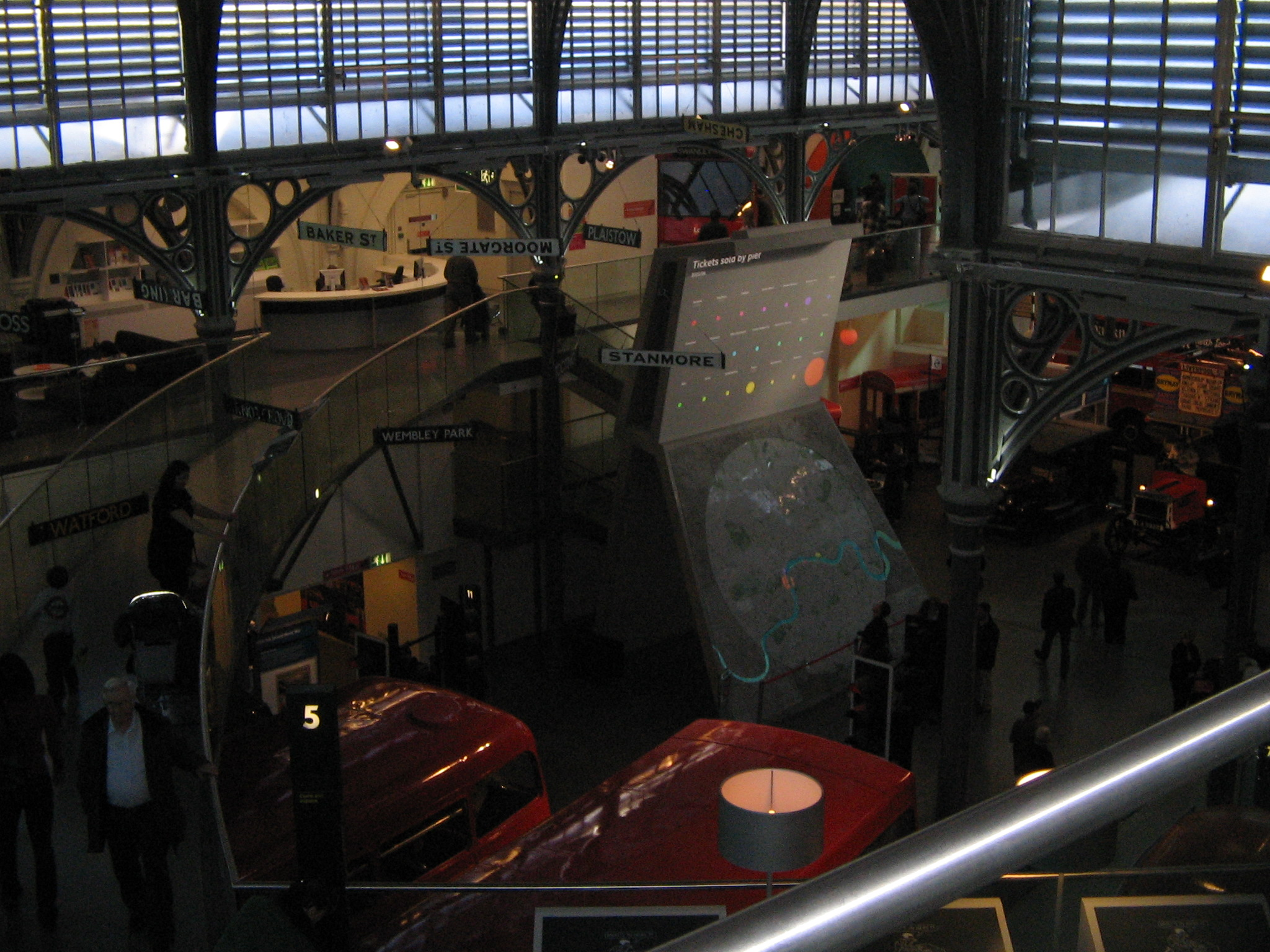
Interior do London Transport Museum

O London Transport Museum, ou LT Museum, está localizado em Covent Garden, distrito de Londres, capital da Inglaterra e procura conservar e explicar a histórica herança patrimonial do transporte londrino, desde o século XIX até o presente, incluindo ônibus, trens e táxis. São mais de 450.000 itens relacionados aos últimos 200 anos de história.
Desde 1980, a maioria das exposições do museu tinham como origem e foco a coleção da empresa London Regional Transport (LRT), que cuidava do transporte da Grande Londres até 2000. Porém, na virada do século, desde a criação da organização governamental Transport for London (TfL), a experiência do museu foi ampliada para contemplar todos os aspectos e vertentes do transporte na capital inglesa.
O museu funciona em dois locais dentro de Londres. O principal, em Covent Garden, utiliza o nome da sua instituição-mãe, por vezes chamado de Covent Garden, e é aberto todos os dias ao público. Em 2005, passou por uma restauração e modernização que durou dois anos.
O outro ambiente, situado em Acton, no oeste de Londres, é conhecido como London Transport Museum Depot, e funciona como um estoque, uma espécie de local de armazenamento aberto para visitas regulares durante todos os dias do ano.
O museu foi brevemente renomeado como London's Transport Museum, a fim de enfatizar a cobertura de temas para além do período entre 1984 e 2000, cujo transporte londrino foi gerido apenas pela London Regional Transport. Porém, em 2007, o museu voltou a ser chamado pelo nome anterior, para coincidir com a reabertura do ambiente de exposição em Covent Garden.
O London Transport Museum é uma instituição de caridade protegida e registada pela Lei, abrigada pelo Direito da Inglaterra.

## O museu (Covent Garden)
A principal instalação do museu está localizada em um edifício composto por ferro e vidro, típico da arquitetura vitoriana do Reino Unido. Anteriormente à atual ocupação, o prédio fazia parte do mercado de vegetais, frutas e flores do distrito de Covent Garden. Foi projetado em 1871 por William Rogers como um típico mercado de flores
O mercado mudou-se em 1971 e o prédio foi ocupado pelo London Transport Museum nove anos depois, em 1980. Antes do museu em Covent Garden ser inaugurado, as coleções relacionadas ao transporte britânico ficaram, durante a década de 1960, no Museum of British Transport, situado em uma antiga garagem de ônibus, na região de Clapham, sudoeste de Londres. Já em 1973, a coleção mudou para o oeste da capital londrina, em Syon Park, intitulada London Transport Collection.
Em 4 de setembro de 2005, o museu fechou para uma remodelação no valor de £ 22 milhões, projetada pelo arquiteto Bryan Avery, da Avery Associates Architects  para permitir a expansão da coleção de exibição, abrangendo assim, a história de todas as formas de transporte público em Londres, de acordo com as exigências da Transport for London. Foram também necessárias instalações educacionais aprimoradas. O museu reabriu em 22 de novembro de 2007.
O museu fica próximo a estação de metrô de Covent Garden e das estações de trêm Charing Cross e Waterloo.
Com ênfase na interatividade, as exposições variam de veículos históricos a exemplos da arte de cartazes e design gráfico da rede de transportes. Até pelo fato do transporte ter desempenhado um papel determinante na evolução da identidade londrina, podem ser encontrados desde as longínquas liteiras, carregadas por servos, e dos ônibus de tração animal, até os primeiros metrôs e transportes mais tecnológicos.
As exposições animadas também exploram os mais de 200 anos de história e citam as pessoas que produziram o cenário dos transportes em Londres, como os pioneiros vitorianos, os designers de vanguarda do início do Século XX e os milhares de trabalhadores, incluindo os recrutados no exterior durante os anos 1950 e 1960.

## O depósito (Acton)
O London Transport Museum Depot situa-se no distrito de Acton, a oeste de Londres, e foi inaugurado em outubro de 1999. O depósito possui a maioria das coleções do Museu que não estão expostas em Covent Garden. É a base para os curadores e conservadores do London Transport Museum e é usado para a exibição de itens muito grandes, que não poderiam ser acomodados nas instalações principais.
O depósito fornece 6.000 metros quadrados de espaço de armazenamento em condições seguras e ambientalmente controladas e abriga mais de 320.000 itens de todos os tipos, incluindo muitas obras de arte originais usadas para as coleções de cartazes, sinais, modelos, fotografias, desenhos de engenharia e uniformes do museu. O edifício tem acesso rodoviário e uma conexão ferroviária à rede de metrô de Londres, que permite o armazenamento e exibição de grandes itens, como ônibus, bondes, trólebus e material ferroviário.
O Acton Depot, como também é conhecido, abre regularmente ao público para visitas guiadas pré-reservadas em várias datas a cada mês, e também para eventos especiais, incluindo fins de semanas temáticos - geralmente duas ou três vezes por ano. Fica próximo a estação de metrô de Acton Town.

## A coleção
As primeiras partes da coleção foram reunidas no início do Século XX pela London General Omnibus Company (LGOC) quando começou a preservar os ônibus sendo retirados do serviço. Depois que o LGOC foi assumido pela London Electric Railway (LER), a coleção foi expandida para incluir veículos ferroviários. Continuou a expandir-se depois que o LER se tornou parte do London Passenger Transport Board na década de 1930 e, à medida que a organização passou por vários órgãos sucessores até a organização governamental Transport for London, atual autoridade de transporte da capital britânica.
A coleção teve várias casas. Foi alojada como parte do Museu do Transporte Britânico em um depósito de trânsito desativado em Clapham de 1963 a 1972, e depois no Syon Park de 1973 a 1977, antes de ser transferido para Covent Garden em 1980. A maioria das outras exposições mudou-se para York na formação do National Railway Museum em 1975.
O prédio de Covent Garden tem em exposição diversos exemplos ônibus, bondes, ônibus trole e veículos ferroviários do século XIX e XX e também artefatos e exposições relacionadas com a operação e marketing de serviços a passageiros e o impacto que o desenvolvimento da rede de transporte tem na cidade e na sua população. O primeiro trem elétrico subterrâneo, de 1890, pode ser visto lá.
Maiores exposições feitas no depósito de Acton incluem um completo trem de tubo de estoque de 1938 e também locomotivas das primeiras linhas subterrâneas e de nível profundo.

## London Transport Museum shop
A loja do museu vede uma ampla variedade de cartazes de reprodução, modelos, presentes e souvenirs, tanto na Covent Garden, quanto online.  O lucro das vendas sustentam as atividades do museu. Em 2012, o museu começou a oferecer porta-bagagens de trens de ação desativados, que haviam recentemente sido substituídos por novos trens, a venda.